# (2343) Siding Spring
(2343) Siding Spring – planetoida z pasa głównego asteroid okrążająca Słońce w ciągu 3,57 lat w średniej odległości 2,33 au. Odkryli ją Eleanor Helin i Schelte Bus 25 czerwca 1979 roku w Obserwatorium Siding Spring. Nazwa planetoidy pochodzi od obserwatorium, w którym została odkryta.